# Keiko Matsuzaka
Keiko Matsuzaka (松坂 慶子, Matsuzaka Keiko), née le 20 juillet 1952 à Ōta (Tokyo, au Japon), est une actrice et chanteuse japonaise.

## Biographie
Keiko Matsuzaka intègre la compagnie Himawari Theatre Group en 1967. Elle fait sa première apparition au cinéma dans Aru joshi kōkōi no kiroku zoku ninshin  de Michihiko Obimori (ja) en 1969 et signe un contrat d'actrice l'année suivante avec la Daiei. À la suite de la faillite de Daiei, elle entre à la Shōchiku en 1972 et se fait remarquer dans le rôle d'Otsu dans le Miyamoto Musashi de Tai Katō.  
Keiko Matsuzaka tient le rôle de la « madone » aux côtés de Kiyoshi Atsumi dans le 27e film de la série C'est dur d'être un homme, Tora-san et la geisha en 1981. 
Elle remporte à trois reprises le prix de la meilleure actrice aux Japan Academy Prize, en 1982 pour C'est dur d'être un homme : Tora-san et la geisha et The Gate of Youth, en 1983 pour La Marche de Kamata et La Rivière Dotonbori puis en 1991 pour L'Aiguillon de la mort.

## Filmographie partielle

### Au cinéma

#### Années 1960
- 1969 : Aru joshi kōkōi no kiroku zoku ninshin (ある女子高校医の記録・続・妊娠?) de Michihiko Obimori (ja)

#### Années 1970
- 1970 : Kōkōsei banchō: Shin'ya hōsō (高校生番長 深夜放送?) de Michihiko Obimori (ja)
- 1970 : Kōkōsei banchō: Zubekō seitō-ha (高校生番長 ズベ公正統派?) de Shigeo Tanaka
- 1971 : Juhyō ereji (樹氷悲歌?) de Noriaki Yuasa
- 1971 : Yoru no shinsatsushitsu (夜の診察室?) de Michihiko Obimori (ja) : Kozue Asō
- 1971 : Jeux dangereux (遊び, Asobi?) de Yasuzō Masumura
- 1971 : Rikugun rakugohei (陸軍落語兵?) de Tarō Yuge (ja)
- 1972 : Tsujigahana (辻が花?) de Noboru Nakamura
- 1972 : Kuro no honryū (黒の奔流?) de Yūsuke Watanabe (ja) : Tomoko Wakamiya
- 1973 : Ai yori aoku (藍より青く?) d'Azuma Morisaki (en) : Maki Tamiya
- 1973 : Miyamoto Musashi (宮本武蔵?) de Tai Katō : Otsu
- 1973 : Koi wa hōkago (恋は放課後?) de Jō Hirose (ja)
- 1973 : Nora inu (野良犬?) d'Azuma Morisaki (en) : Kazue Sato
- 1973 : Daijiken dayo zen'in shūgō (大事件だよ全員集合！！?) de Yūsuke Watanabe (ja)
- 1974 : Mutsugorō no kekkonki (ムツゴロウの結婚記?) de Jō Hirose (ja)
- 1974 : Nagare no fu: Daiichibu dōran, dainibu yoake (流れの譜 第一部動乱 第二部夜明け?) de Masahisa Sadanaga
- 1974 : Les Derniers Samouraïs (狼よ落日を斬れ, Ōkami yo rakujitsu o kire?) de Kenji Misumi : Reiko
- 1975 : Minato no Yōko Yokohama Yokosuka (港のヨーコ・ヨコハマ ヨコスカ?) de Shigeyuki Yamane
- 1975 : Yūjō (友情?) d'Akira Miyazaki (ja)
- 1976 : Utareru mae-ni ute! (撃たれる前に撃て！?) d'Umetsugu Inoue : Kudo Yuri
- 1976 : Ninjutsu: Sarutobi Sasuke (忍術 猿飛佐助?) de Shigeyuki Yamane
- 1977 : Koibito misaki (恋人岬?) de Katsumi Nishikawa
- 1977 : Bocchan (坊っちゃん?) de Yōichi Maeda (ja)
- 1978 : Double Clutch (ダブル・クラッチ, Daburu kuracchi?) de Shigeyuki Yamane
- 1978 : L'Incident (事件, Jiken?) de Yoshitarō Nomura : Hatsuko Sakai
- 1978 : Bandit contre samouraï (雲霧仁左衛門, Kumokiri Nizaemon?) de Hideo Gosha : Shino
- 1979 : Nichiren (日蓮?) de Noboru Nakamura : Hamayu
- 1979 : Haitatsu sarenai santsu no tegami (配達されない三通の手紙?) de Yoshitarō Nomura : Tomoko

#### Années 1980
- 1980 : Gobanchō yūgirirō (五番町夕霧楼?) de Shigeyuki Yamane : Yuko
- 1980 : Warui yatsura (わるいやつら?) de Yoshitarō Nomura : Takako
- 1981 : The Gate of Youth (青春の門, Seishun no mon?) de Kinji Fukasaku et Koreyoshi Kurahara : Tae Ibuki
- 1981 : C'est dur d'être un homme : Tora-san et la geisha (男はつらいよ 浪花の恋の寅次郎, Otoko wa tsurai yo: Naniwa no koino Torajirō?) de Yōji Yamada : Fumi Hamada / Otohime
- 1982 : La Rivière Dotonbori (道頓堀川, Dōtonborigawa?) de Kinji Fukasaku : Machiko
- 1982 : The Go Masters (未完の対局, Mikan no taikyoku?) de Jun'ya Satō, Duan Ji-shun et Liu Shu'an
- 1982 : La Marche de Kamata (蒲田行進曲, Kamata kōshin-kyoku?) de Kinji Fukasaku : Konatsu
- 1983 : Theatre of Life (人生劇場, Jinsei gekijō?) de Kinji Fukasaku, Sadao Nakajima et Jun'ya Satō
- 1983 : Meisō chizu (迷走地図?) de Yoshitarō Nomura : Riko Oribe
- 1983 : La Légende des huit samourais (里見八犬伝, Satomi hakken-den?) de Kinji Fukasaku : Princesse Fuse (voix)
- 1984 : Keshō (化粧?) de Kazuo Ikehiro : Yoriko Tsutano
- 1984 : Rhapsodie de Shanghai (上海バンスキング, Shanhai bansu kingu?) de Kinji Fukasaku : Madoka Hatano
- 1984 : Nezumi kozō kaitō den (ねずみ小僧怪盗伝?) de Yoshitarō Nomura
- 1986 : L'Homme des passions (火宅の人, Kataku no hito?) de Kinji Fukasaku : Tokuko Tanayoshi
- 1986 : Hissatsu 3: Ura ka omote ka (必殺! III 裏か表か?) d'Eiichi Kudō
- 1986 : Hakō kirameku hate (波光きらめく果て?) de Toshiya Fujita : Ukiko Kawamura
- 1986 : Prise finale (キネマの天地, Kinema no tenchi?) de Yōji Yamada : Sumie Kawashima
- 1987 : Jiyū na megami-tachi (自由な女神たち?) de Teruhiko Kuze (ja) : Noriko Yamanobe
- 1987 : Onna sakasemasu (女咲かせます?) d'Azuma Morisaki (en) : Katsuyo Ishikawa
- 1988 : Tsubaki hime (椿姫?) de Yoshitaka Asama : Koyuki
- 1988 : Hana no ran (華の乱?) de Kinji Fukasaku : Sumako Matsui
- 1989 : Water Moon (ウォータームーン, Wōtā mūn?) d'Eiichi Kudō

#### Années 1990
- 1990 : L'Aiguillon de la mort (死の棘, Shi no toge?) de Kōhei Oguri : Miho
- 1991 : Goodbye Mama (グッバイ・ママ, Gubbai mama?) de Yasushi Akimoto
- 1993 : C'est dur d'être un homme : La Proposition de mariage (男はつらいよ 寅次郎の縁談, Otoko wa tsurai yo: Torajirō no endan?) de Yōji Yamada : Yokō Sakaide
- 1994 : Femme épanouie (女ざかり, Onna zakari?) de Nobuhiko Ōbayashi : Mme Tamaru (caméo)
- 1996 : Shin izakaya yūrei (新 居酒屋ゆうれい?) de Takayoshi Watanabe (ja) : Shizuko / Yukie
- 1997 : Tensai Eri-chan kingyo o tabeta (天才えりちゃん金魚を食べた?) de Mitsuo Kusakabe (ja)
- 1997 : Niji o tsukamu otoko: Nangoku funtōhen (虹をつかむ男 南国奮斗篇?) de Yōji Yamada
- 1998 : Takkyū onsen (卓球温泉?) de Gen Yamakawa (ja) : Sonoko Fujiki
- 1998 : Dr. Akagi (カンゾー先生, Kanzō-sensei?) de Shōhei Imamura : Tomiko

#### Années 2000
- 2000 : Pinch Runner (ピンチランナー, Pinchi rannā?) de Hiroyuki Nasu (ja) : Takako minegishi
- 2000 : Sakuya: yôkaiden (さくや妖怪伝?) de Tomoo Haraguchi (ja)
- 2000 : Honjitsu matamata kyūshin nari (本日またまた休診なり?) de Shingo Yamashiro (en)
- 2001 : La Mélodie du malheur (カタクリ家の幸福, Katakuri-ke no kōfuku?) de Takashi Miike : Terue Katakuri
- 2002 : Sazanami (さざなみ?) de Naoki Nagao (ja) : Natsui Sumie
- 2003 : Shōro nagashi (精霊流し?) de Mitsutoshi Tanaka (ja) : Setsuko Ishida
- 2004 : Runin: Banished (るにん, Runin?) d'Eiji Okuda : Toyogiku
- 2004 : Colour Blossoms (桃色, Toh sik) de Yonfan : Madam Satoko Umeki
- 2005 : Yokkakan no kiseki (四日間の奇蹟?) de Kiyoshi Sasabe : Kazue Kurano
- 2006 : Waru de Takashi Miike : Reiko Misugi
- 2006 : Waru: Kanketsu-hen (ワル 完結編?) de Takashi Miike
- 2006 : The Go Master (吴清源, Wúqīngyuán) de Tian Zhuangzhuang : Fumiko Kita
- 2006 : Futō fukutsu (不撓不屈?)
- 2006 : Inugami-ke no ichizoku (犬神家の一族?) de Kon Ichikawa : Takeko Inugami
- 2007 : Glory to the Filmmaker! (監督・ばんざい!, Kantoku Banzai!?) de Takeshi Kitano
- 2007 : Mirai yosōzu (未来予想図?) de Hiroshi Chōno : Yoko Miyamoto
- 2008 : Hotaru no haka (火垂るの墓?) de Tarō Hyūgaji (ja) : la tante de Seita
- 2008 : Ōsaka hamuretto (大阪ハムレット?) de Fujirō Mitsuishi (ja) : Fusako Kubo
- 2009 : Honokaa Boy (ホノカアボーイ, Honokaa bōi?) d'Atsushi Sanada (ja) : Edeli
- 2009 : Insutanto numa (インスタント沼?) de Satoshi Miki (ja) : Midori Jinchoge
- 2009 : Ōgonka: Hisureba hana, shisureba chō (黄金花 秘すれば花、死すれば蝶?) de Takeo Kimura
- 2009 : Tsuribaka nisshi 20 (釣りバカ日誌２０?) de Yūzō Asahara (ja)

#### Années 2010
- 2010 : Wakiyaku monogatari (脇役物語?) d'Atsushi Ogata (en) : Mme Kuroiwa
- 2010 : Aoi aoi sora (青い青い空?) de Takafumi Ōta (ja) : Okan
- 2010 : Le Samouraï à l'abaque (武士の家計簿, Bushi no kakeibo?) de Yoshimitsu Morita
- 2011 : Bokukyū: A ressha de ikō (僕達急行 A列車で行こう?) de Yoshimitsu Morita : Minori Hokuto
- 2012 : Garo: Sōkoku no maryū (牙狼＜ＧＡＲＯ＞ 蒼哭ノ魔竜?) de Keita Amemiya : Judam
- 2012 : Tsuna hiichatta! (綱引いちゃった！?) de Nobuo Mizuta (ja) : Yoko Nishikawa
- 2015 : Betonamu no kaze ni fukarete (ベトナムの風に吹かれて?) de Kazuki Ōmori
- 2017 : Legend of the Demon Cat (妖猫传, Yāo Māo Zhuàn) de Chen Kaige : Bai Ling
- 2018 : Ningyo no nemuru ie (人魚の眠る家?) de Yukihiko Tsutsumi
- 2019 : Boku ni, aitakatta (僕に、会いたかった?) de Yoshinari Nishikōri (ja)

#### Années 2020
- 2022 : Ano niwa no tobira o aketa toki (あの庭の扉をあけたとき?) de Kentarō Hachisuka (ja)

### À la télévision
- 1973 : Kunitori monogatari (国盗り物語?) : Nō-hime
- 1979 : Kusa moeru (草燃える?)
- 1979 : Akō rōshi (赤穂浪士?) : Aguri
- 2023 : Makanai : Dans la cuisine des maiko de Hirokazu Kore-eda :  Chiyo

## Distinctions

### Décoration
- 2009 : récipiendaire de la médaille au ruban pourpre

### Récompenses
- Japan Academy Prize :
  - prix de la personnalité la plus populaire en 1980[5]
  - prix de la meilleure actrice pour C'est dur d'être un homme : Tora-san et la geisha et The Gate of Youth en 1982[2]
  - prix de la meilleure actrice pour La Marche de Kamata et La Rivière Dotonbori en 1983[3]
  - prix de la meilleure actrice pour L'Aiguillon de la mort en 1991[4]
- Prix Kinema Junpō :
  -  : prix de la meilleure actrice pour La Rivière Dotonbori et La Marche de Kamata en 1983[6]
  -  : prix de la meilleure actrice pour L'Aiguillon de la mort en 1991[7]
- Blue Ribbon Awards :
  -  : prix de la meilleure actrice pour C'est dur d'être un homme : Tora-san et la geisha et The Gate of Youth en 1982[8]
  -  : prix de la meilleure actrice pour L'Aiguillon de la mort en 1991[9]
- Prix du film Mainichi :
  - prix de la meilleure actrice pour La Rivière Dotonbori et La Marche de Kamata en 1983[10]
  -  : prix de la meilleure actrice pour L'Aiguillon de la mort en 1991[11]
  - Prix Kinuyo Tanaka en 1997[12],[13]
  -  : prix de la meilleure actrice dans un second rôle pour Sakuya: yôkaiden et Honjitsu matamata kyūshin nari en 2001[14]
  -  : prix de la meilleure actrice dans un second rôle pour Hotaru no haka en 2009[15]
- Prix Hōchi du cinéma :
  - prix de la meilleure actrice pour C'est dur d'être un homme : Tora-san et la geisha et The Gate of Youth en 1981[16]
  - prix de la meilleure actrice pour L'Aiguillon de la mort en 1990[17]
- Nikkan Sports Film Awards :
  - prix de la meilleure actrice pour L'Aiguillon de la mort en 1991[18]
- Festival du film de Yokohama
  - prix spécial pour l'ensemble de sa carrière en 1983

### Nominations
- Japan Academy Prize :
  - prix de la meilleure actrice pour L'Incident en 1979[19]
  - prix de la meilleure actrice pour Haitatsu sarenai santsu no tegami en 1980[5]
  - prix de la meilleure actrice pour Gobanchō yūgirirō et Warui yatsura en 1981[20]
  - prix de la meilleure actrice pour Keshō et Rhapsodie de Shanghai en 1985[21]
  - prix de la meilleure actrice pour L'Homme des passions et Hakō kirameku hate en 1987[22]
  - prix de la meilleure actrice pour Onna sakasemasu et Tsubaki hime en 1989[23]